# Hala Waksmundzka
Die Alm Hala Waksmundzka ist eine Alm im Tal Dolina Waksmundzka in der polnischen Hohen Tatra in der Woiwodschaft Kleinpolen.

## Geschichte
Die Alm wurde im 17. Jahrhundert angelegt und war bis zur Gründung des Tatra-Nationalparks im Jahr 1954 in Betrieb. Eigentümer der Alm war das Dorf Waksmund. Die Eigentümer wurden 1961 enteignet. Seitdem die Viehwirtschaft eingestellt wurde, wächst die Alm mit Nadelwald und Bergkiefern zu.

## Tourismus
Im Tal befinden sich zwei Wanderwege.
- ▬ Ein rot markierter Wanderweg führt vom Zakopaner Stadtteil Toporowa Cyrhla zum Bergsee Meerauge.
- ▬ Ein grün markierter Wanderweg führt vom Gipfel Wierchporoniec zur Berghütte Schronisko PTTK Murowaniec.